# Angelique EagleWoman

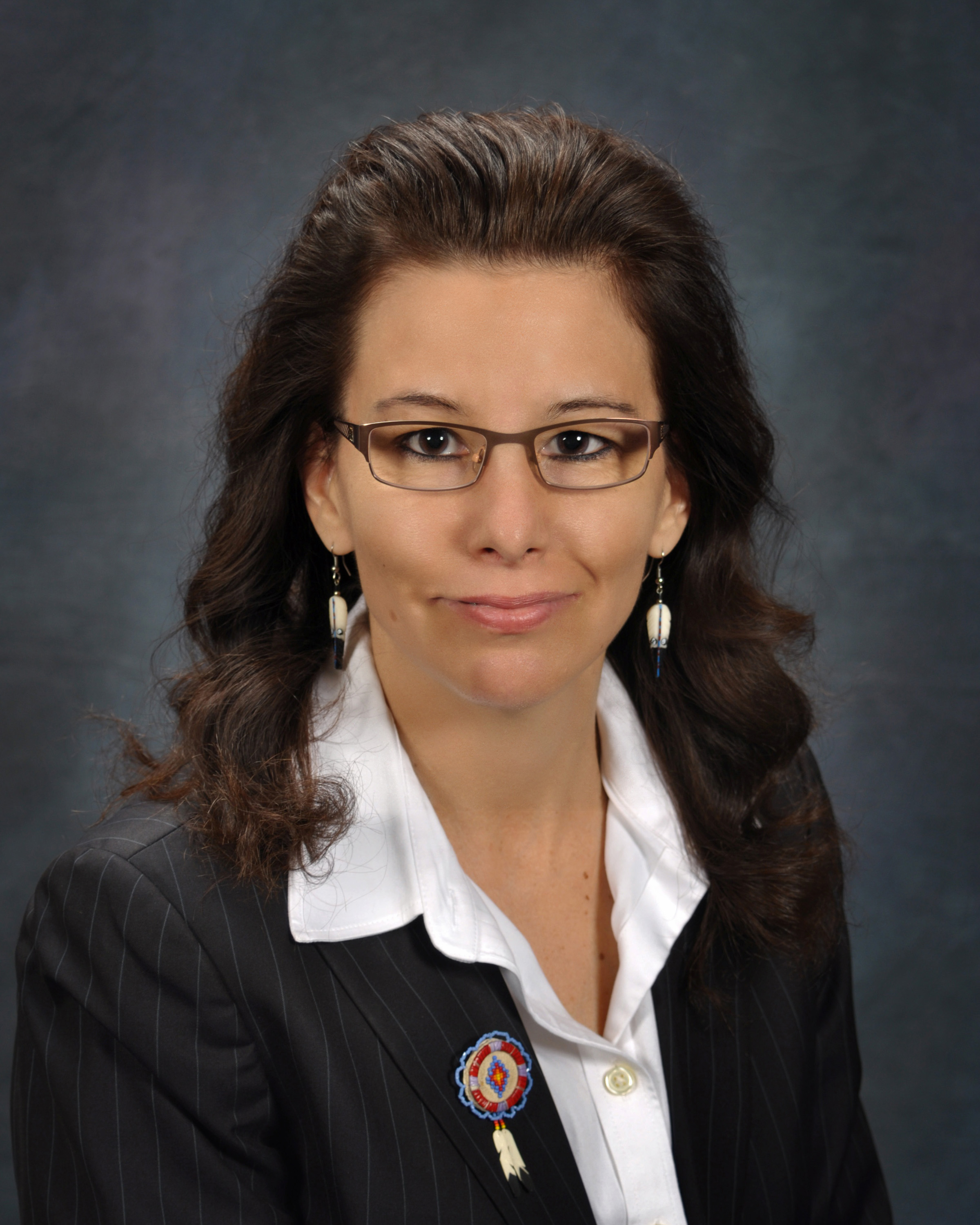
Angelique EagleWoman

Angelique EagleWoman (Dakota: Wambdi Awanwicake WasteWin; * 1969) ist eine Dakota-Rechtsprofessorin und Wissenschaftlerin für indigenes Recht. Sie ist Bürgerin des Sisseton-Wahpeton Dakota Oyate des Lake Traverse Reservats. EagleWoman war von 2016 bis zu ihrem Rücktritt im Juni 2018 Dekanin der Bora Laskin Fakultät für Rechtswissenschaften an der Lakehead University in Thunder Bay, Ontario, Kanada. Sie ist Rechtsprofessorin und Direktorin des Indian Law Program an der Mitchell Hamline School of Law in St. Paul, Minnesota.

## Kindheit und Jugend
Angelique EagleWoman wurde in Topeka, Kansas, geboren. Ihre Kindheit in Kansas verbrachte sie größtenteils in einem Ein-Eltern-Haushalt; ihre Familie, darunter auch ein Bruder, lebte in Armut. Als sie acht Jahre alt war, sah sie im Fernsehen, wie ihre Tante und ihr Onkel einen Prozess gegen das Sheriff-Department von Shawnee County gewonnen hatten, weil sie ihren Onkel, einen Afroamerikaner, brutal geschlagen hatten, als er einen Strafzettel wegen zu schnellen Fahrens bezahlen wollte.
Als Teenager zog sie mit ihrem Vater und ihrem Bruder in ihr Heimatreservat, das Lake Traverse Reservat der Sisseton-Wahpeton Oyate. Ihre Großmutter Ramona (DeCoteau) Washington und ihr Vater Stephen L. Jackson Sr. waren beide zwangsweise in staatlichen Internaten für Indianer in South Dakota. Mit 15 Jahren erhielt sie in einer Familienzeremonie in ihrem Reservat ihren Frauennamen in der Dakota-Sprache Wambdi Awanwicake Was'teWinyan. Als junge Frau wurde sie von Roger Jourdain, dem ehemaligen Vorsitzenden des Red Lake Band of Chippewa Indians und einem starken Verfechter der Souveränität indigener Völker, gefördert.

## Studium
EagleWoman hat ihren BA in Politikwissenschaft von der Stanford University, ihren JD von der University of North Dakota School of Law mit Auszeichnung und ihren LLM von der University of Tulsa College of Law mit Auszeichnung erworben und studierte amerikanisches Indianer- und indigenes Recht.

## Berufliche Laufbahn
Bevor EagleWoman zum Dekan der Lakehead University ernannt wurde, lehrte sie an der juristischen Fakultät der University of Idaho, gründete das Native American Law Emphasis Program, lehrte an der juristischen Fakultät der Hamline University School of Law zum Recht und Vertragsrecht der amerikanischen Ureinwohner und war Gastdozentin an der juristischen Fakultät der University of Kansas School of Law und im Masterstudiengang Indigenous Nation Studies. Ihre Lehrveranstaltungen konzentrieren sich auf die wirtschaftliche Entwicklung der Stämme, die Entwicklung des Rechtssystems, Prozessführung, Vertragsrecht und internationales indigenes Recht.
Im Studienjahr 2017/18 unterrichtete EagleWoman alle Erstsemesterstudierenden in zwei Abschnitten des obligatorischen Herbstkurses „Indigene Rechtstraditionen“ und die gesamte Zweitsemesterklasse im obligatorischen Kurs „Rechtsfragen der Aborigines“, um sicherzustellen, dass die Kurse von einer indigenen Rechtswissenschaftlerin oder einem indigenen Rechtswissenschaftler gehalten wurden.
EagleWoman war mehrfach im Vorstand der National Native American Bar Association tätig. Darüber hinaus ist sie Mitglied der Anwaltskammern des District of Columbia, Oklahoma und South Dakota. Besonders hervorzuheben sind ihre Tätigkeit als Chefjuristin der Sisseton-Wahpeton Dakota Oyate, ihre Tätigkeit als Rechtsanwältin bei Sonosky, Chambers, Sachse und Endreson in Washington D.C. sowie ihre Tätigkeit als Pflichtverteidigerin für die Kaw Nation und den Ponca-Stamm der Indianer von Oklahoma.
Am 12. Januar 2016 gab die Bora Laskin Fakultät für Rechtswissenschaften der Lakehead University bekannt, dass EagleWoman die neue Dekanin der Rechtswissenschaften wird. Ihre Amtszeit, die im Mai 2016 begann, machte sie zur ersten Dekanin für indigenes Recht in Kanada. Ihre Ernennung wurde von der indigenen Rechtsgemeinschaft, einschließlich der Indigenous Bar Association, begrüßt. Im Juni 2018 trat EagleWoman von ihrem Amt zurück und begründete dies mit systemischem Rassismus an der Universität und der juristischen Fakultät.
Sie wurde danach Professorin für Rechtswissenschaften an der Mitchell Hamline University School of Law in St. Paul, Minnesota, wo sie im Indian Law Program sowie in den Bereichen Vertragsrecht und zivilrechtliche Streitbeilegung lehrt.
Ihre derzeitigen Positionen und Tätigkeiten sind (Stand 2025):
- Direktorin des Native American Law and Sovereignty Institute Mitchell Hamline School of Law
- Oberste Richterin des Sisseton Wahpeton Oyate Supreme Court
- Vorstandsmitglied bei der Minnesota American Indian Bar Association und Vizevorsitzende des Student Relations Committee
- American Association of Law Schools (AALS): Mitglied im Exekutivkomitee der Indian Nations and Indigenous Peoples Section[7]

## Arbeit für indigene Völker
Sie fordert eine Anerkennung indigener Rechtssysteme als eigenständige und gleichwertige Systeme innerhalb des kanadischen und US-amerikanischen Rechts. Ihre akademische Arbeit fördert ein tieferes Verständnis für die koloniale Geschichte und die Notwendigkeit von Versöhnung. Ihr Hauptanliegen ist die Durchsetzung der Menschenrechte und soziale Gerechtigkeit. Sie setzt sich für politische und rechtliche Veränderungen zugunsten indigener Nationen ein, insbesondere im Kontext von Selbstbestimmung, Landrechten und kultureller Wiederherstellung.

## Auszeichnungen
Im Frühjahr 2008 erhielt EagleWoman den Crystal Eagle Award des Kansas University Center for Indigenous Nation. Diese Auszeichnung wurde für ihre Führungsqualitäten und ihr Engagement bei der Unterstützung von Mitgliedern und Studenten in indigenen Gemeinschaften gewürdigt.
Weitere Auszeichnungen:
- Martin Luther King Jr. Award, 3. jährlicher Preis „Für Verdienste um das spirituelle Leben der University of North Dakota“ (14. Januar 2000)
- Crystal Eagle Award des Center for Indigenous Nation der Kansas University (2008)
- William F. und Joan L. Boyd Preis für herausragende Lehrleistungen (Januar 2010)
- Eine von zwölf nationalen Nachwuchswissenschaftlerinnen durch „Diverse Issues in Higher Education“ (7. Januar 2010)[8]
- Auszeichnung als herausragende Alumni-Stipendiatin durch die Stanford University (Mai 2010)
- Inspirational Faculty Award durch das Büro für Alumni-Beziehungen der University of Idaho (Dezember 2010)
- Allan G. Shepard, herausragende Professorin am College of Law (2011–2012)
- Ernennung als eine der neun bemerkenswerten Frauen, die das Recht der amerikanischen Ureinwohner prägen durch Indian Country Today (Oktober 2013)
- University of Idaho Athena-Preis für die beste Dozentin (April 2014)
- Preis für Vielfalt und Menschenrechte des University of Idaho College of Law (2016)
- Preis für herausragende Leistungen der University of Idaho für Dr. Arthur Maxwell Taylor (2016)
- Auszeichnung für Verdienste der Federal Bar Association, Sektion Indian Law (2016)[4]

## Veröffentlichungen
- EagleWoman, Angelique, "Envisioning Indigenous Community Courts to Realize Justice in Canada for First Nations" (April 16, 2019). Alberta Law Review, Vol. 56, No. 3, 2019
- EagleWoman, Angelique and Rice, G. William, "American Indian Children and U.S. Indian Policy" (March 9, 2016). Tribal Law Journal, Vol. 2015–2016.
- EagleWoman, Angelique, "The Ongoing Traumatic Experience of Genocide for American Indians and Alaska Natives in the United States: The Call to Recognize Full Human Rights as Set Forth in the UN Declaration on the Rights of Indigenous Peoples", (2015), American Indian Law Journal, Vol. III, Issue II, Spring 2015
- EagleWoman, Angelique,"Balancing between Two Worlds: A Dakota Woman's Reflections on Being a Law Professor", (2014)
- EagleWoman, Angelique and Leeds, Stacy, Mastering American Indian Law. (Carolina Academic Press 2013)
- EagleWoman, Angelique, "Wintertime for the Sisseton-Wahpeton Oyate: Over One Hundred Fifty Years of Human Rights Violations by the United States and the Need for a Reconciliation Involving International Indigenous Human Rights Norms", (2013), William Mitchell Law Review, Vol. 39, No. 2, 2013
- EagleWoman, Angelique, "Bringing Balance to Mid-North America: Re-Structuring the Sovereign Relationships between Tribal Nations and the United States", (2012), University of Baltimore Law Review, Vol. 41, No. 1, 2012
- EagleWoman, Angelique, "Cultural and Economic Self-Determination for Tribal Peoples in the United States Supported by the UN Declaration on the Rights of Indigenous Peoples", (2010), Pace Environmental Law (PELR) Review, Vol. 28, No. 1, 2010
- EagleWoman, Angelique, "A Constitutional Crisis When the U.S. Supreme Court Acts in a Legislative Manner? An Essay Offering a Perspective on Judicial Activism in Federal Indian Law and Federal Civil Procedure Pleading Standards", (2010), Penn State Law Review Penn Statim, Vol. 114, No. 41, 2010
- EagleWoman, Angelique, "Tribal Nations and Tribalist Economics: The Historical and Contemporary Impacts of Intergenerational Material Poverty and Cultural Wealth within the United States", (2010), Washburn Law Journal, Vol. 49, 2010
- EagleWoman, Angelique, "Tribal Hunting and Fishing Lifeways & Tribal-State Relations in Idaho", (2009), Idaho Law Review, Vol. 46, No. 1, 2009
- EagleWoman, Angelique, "The Eagle and the Condor of the Western Hemisphere: Application of International Indigenous Principles to Halt the United States Border Wall", (2009), Idaho Law Review, Vol. 45, No. 3, pp. 1–18, 2009
- EagleWoman, Angelique, "Tribal Nation Economics: Rebuilding Commercial Prosperity in Spite of U.S. Trade Restraints - Recommendations for Economic Revitalization in Indian Country", (2009), Tulsa Law Review, Vol. 44, No. 1, pp. 383–426, 2009
- EagleWoman, Angelique, "Fencing Off the Eagle and the Condor, Border Politics, and Indigenous Peoples", (2008), ABA Section of Environment, Energy and Resources: Natural Resources & Environment, Vol. 23, No. 2, p. 33, Fall 2008
- EagleWoman, Angelique, "Tribal Values of Taxation within the Tribalist Economic Theory", (2008), Indigenous Nations Journal, Vol. 6, No. 1, 2008 and Kansas Journal of Law & Public Policy, Vol. 18, No. 1, 2008
- EagleWoman, Angelique, "The Philosophy of Colonization Underlying Taxation Imposed Upon Tribal Nations within the United States", (2007), Tulsa Law Review, Vol. 43, No. 1, 2007
- EagleWoman, Angelique, "Re-Establishing the Sisseton-Wahpeton Oyate's Reservation Boundaries: Building a Legal Rationale from Current International Law", (2004–2005), American Indian Law Review, Vol. 29, p. 239, 2004–2005
- EagleWoman, Angelique, "Strate v. A-1 Contractors: Intrusion into the Sovereign Domain of Native Nations", (1998), North Dakota Law Review, Vol. 74, No. 4, 1998
- EagleWoman, Angelique, "Federal Courts - Indians: The Eleventh Amendment and Seminole Tribe: Reinvigorating the Doctrine of State Sovereign Immunity", (1997), North Dakota Law Review, Vol. 73, No. 1, 1997